# Ulrich van Hoensbroeck

Familiewapen
van Hoensbroeck

Ulrich van Hoensbroeck (1561-1631) was de zoon van Godart Hoen en Geertruid Scheiffart van Merode.
Hij werd de 9e heer van Hoensbroeck van 1584 tot 1631 en heer van Haag bij Geldern van 1613 tot 1618. In 1618 droeg hij de het Slot Haag en de daarbij behorende goederen over aan zijn zoon Adriaan.
Ulrich trouwde op 22 april 1588 met Adriana (Johanna) van Boedberg vrouwe van Haag. Zij was de dochter van Arnold van Boedberg erfmaarschalk van Geldern (1543-1618) en Odilia van Berghe-Trips van het hof Trips (1545-1622). Johanna overleed in 1592. Nadat Johanna's broer Arnold van Boedberg in 1613 kinderloos was gestorven erfde Ulrich het Slot Haag met de daarbij behorende goederen.
Ulrich van Hoensbroeck en Haag werd de stichter van de derde familietak. Hij huwde in 1588 met Adriana (Johanna) van Boedberg, waardoor hij het Slot Haag bij Geldern verwierf, dat later de hoofdzetel van de familie zou worden. Hij verwierf ook het erfelijk ambt van maarschalk van het hertogdom Gelre. 
Uit Godart Hoen stamt de tak van Hoensbroeck-Geul, waaruit de takken van Hoensbroeck-Oost (bij Eijsden) en van Hoensbroeck-Overbach (Rheinland). De tak van Hoensbroek-Geul stierf in 1762 uit door het overlijden van graaf Herman Otto van Hoensbroeck-Geul, een zoon van Philip Willem Koenraad van Hoensbroeck-Geul heer van Geul, Bunde, Ulestraten, Erpicom, Grote-Brogel, Aldenrath, graaf van Hoensbroeck en voogd en stadhouder der lenen van het Land van Valkenburg (Staatse Partage) (Brussel, 1657 - Maastricht, 29 september 1716) en Anna Bernardina van Limburg-Bronckhorst-Stirum barones van Stevensweert (Vlodrop, 6 september 1659 - Geulle, juli 1701).
Zijn zoon Adriaan werd in 1635 verheven tot rijksbaron. Zijn neef Conraad Ulrich van Hoensbroeck-Geul te Geulle werd in 1660 de eerste graaf van de daarmee tot graafschap verheven heerlijkheid Geulle. Kleinzoon Arnold Adriaan van Hoensbroeck werd in 1675 door de Spaanse koning tot markgraaf verheven om zijn vele verdiensten ook als diplomaat. De heerlijkheid Hoensbroek werd daarmee echter geen markiezaat. Deze eerste markies Van Hoensbroeck was erfmaarschalk van het hertogdom Gelre en resideerde meestal op het Slot Haag bij Geldern. Het zogenaamde Overkwartier van Gelder vormde de kern van het hertogdom en behoorde tot de Zuidelijke Nederlanden. De koning van Spanje was de wettige soeverein.
Uit zijn huwelijk zijn geboren:
- Adriaan van Hoensbroeck Haag, baron van Hoensbroeck en heer van Haag (1590-1675)
- Willem van Hoensbroeck, baron van Hoensbroeck-Haag (1600-1663)
- Agnes Hoen

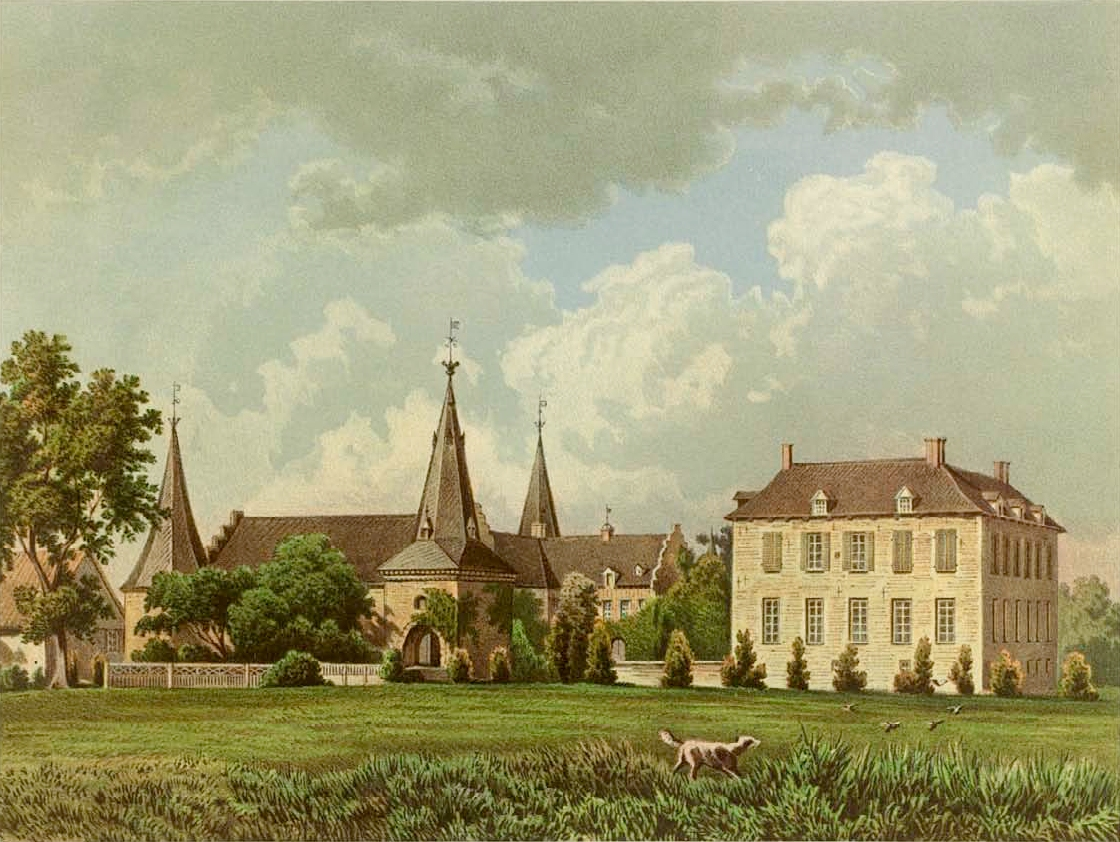
Slot Haag (1858)
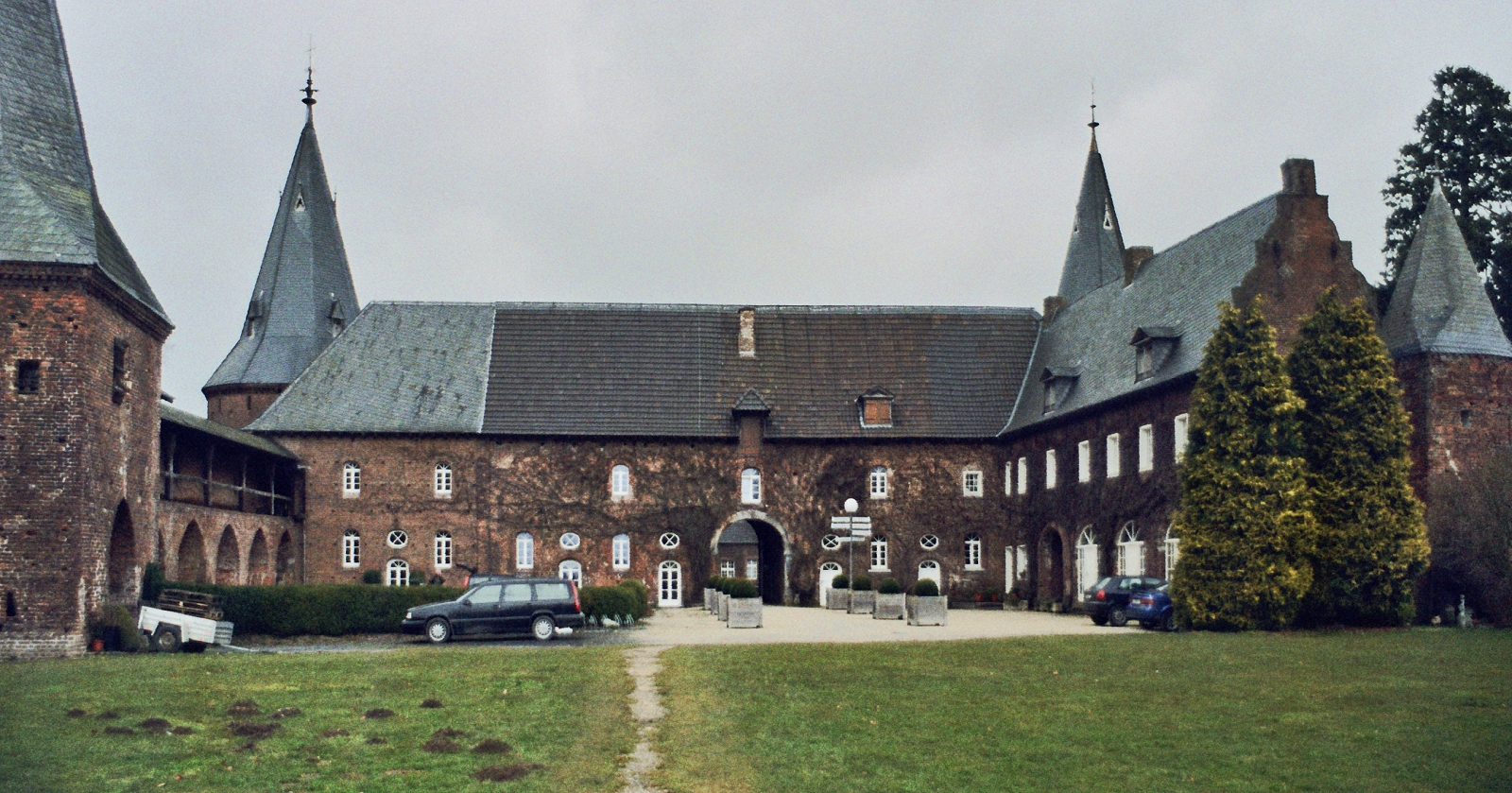
Slot Haag (2005)
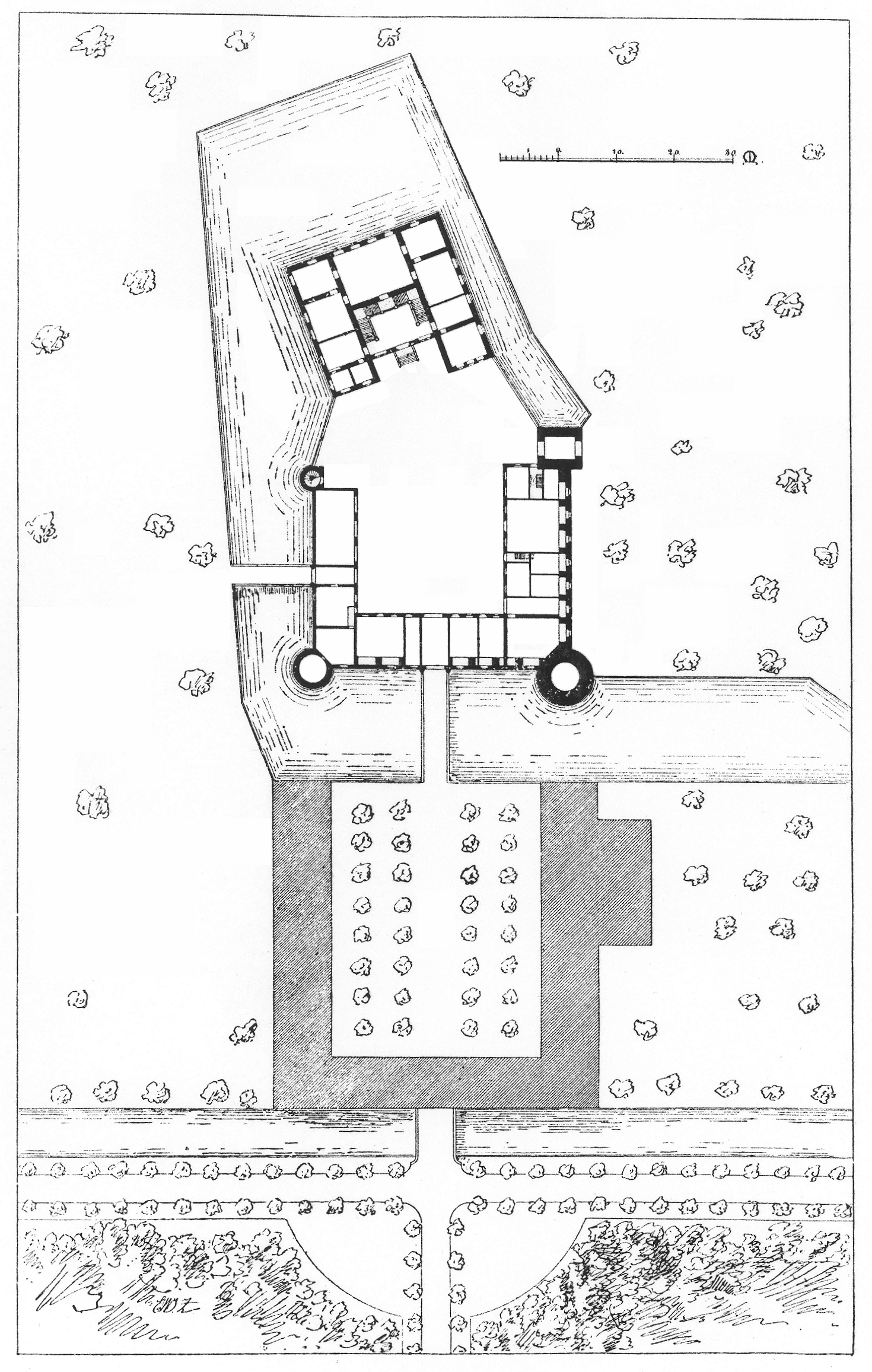
Slot Haag (plattegrond)